# Alexandra Dindiligan
Alexandra Dindiligan (født 16. februar 1997 i Galați, Rumænien) er en kvindelig rumænsk håndboldspiller, der spiller for CSM București i Liga Naţională og Rumæniens kvindehåndboldlandshold.
Hun blev udtaget til landstræner Adrian Vasiles trup ved VM i kvindehåndbold 2021 i Spanien, hvor det rumænske hold blev nummer 13.